# Unione Sportiva Latina Calcio 2015-2016
Questa voce raccoglie le informazioni riguardanti l'Unione Sportiva Latina Calcio nelle competizioni ufficiali della stagione 2015-2016.

## Stagione
Durante la stagione 2015-2016 il Latina disputa per la terza volta il campionato di Serie B, che prende il via il 5 settembre 2015. In Coppa Italia Tim Cup i nerazzurri sono partiti dal secondo turno, eliminati con la pesante sconfitta (1-4) in casa contro il Pavia. Come allenatore è stato riconfermato Mark Iuliano, che viene però esonerato il 2 novembre 2015. Il suo posto viene preso il giorno stesso da Mario Somma. Il 28 febbraio 2016, dopo la sconfitta (0-1) in casa contro il Modena, Mario Somma viene sollevato dall'incarico di allenatore. La squadra viene affidata temporaneamente all'ex vice di Somma Andrea Chiappini. Il 7 marzo 2016 la squadra viene affidata a Carmine Gautieri. Il 20 maggio, grazie al pareggio esterno (1-1) contro il Pescara, il Latina ottiene la salvezza matematica, con un solo punto di vantaggio sulla salernitana che gioca il Play-out contro il Lanciano. Retrocedono Lanciano, Livorno, Modena e Como. Con 7 reti due giocatori laziali il ghanese Maxwell Acosty e Nicolao Dumitru, sono stati i migliori realizzatori di stagione. Il più presente in campionato Paolo Dellafiore con 40 partite.

## Organigramma societario
Area direttiva
- Presidente: Pasquale Maietta
- Vicepresidente: Antonio Aprile
- Direttore generale: Pietro Leonardi
- Amministrazione: Paola Balestrieri
- Segretario generale: Giovanni Francavilla
- Responsabile comunicazione: Stefano Pettoni
- Responsabile sicurezza e rapporti coi tifosi: Fabrizio Ziroli

Area sanitaria
- Coordinatore staff sanitario: prof. Agostino Tucciarone
- Medico sociale: dott. Roberto Fabbrini
- Medico sociale: dott. Gaetano Schiavottiello
- Medico sociale: dott. Oreste Sacchetti
- Collaboratore sanitario: dott. Nicola Goia
- Fisioterapista: Giuseppe De Chiara
- Fisioterapista: Massimo Piva

Area tecnica
- Direttore sportivo: Mauro Facci
- Allenatore: Carmine Gautieri
- Vice allenatore: Pierluca Cincione
- Tactical Analyst: Emanuele Bottoni
- Preparatore atletico: Francesco Delmorgine
- Team manager: Pierluigi Sperduti

## Divise e sponsor
Lo sponsor tecnico per la stagione 2015-2016 (per la seconda stagione consecutiva) è Givova, mentre lo sponsor ufficiale è Sarchioto Logistica & Trasporti.
| 1ª divisa | 2ª divisa | 3ª divisa |

## Rosa
Rosa aggiornata al 27 gennaio 2016.
| N. |                    | Ruolo | Calciatore              |
| -- | ------------------ | ----- | ----------------------- |
| 1  | Albania (bandiera) | P     | Samir Ujkani            |
| 2  | Italia (bandiera)  | D     | Alessandro Celli        |
| 3  | Italia (bandiera)  | D     | Matteo Bruscagin        |
| 5  | Italia (bandiera)  | D     | Paolo Hernán Dellafiore |
| 6  | Italia (bandiera)  | C     | Roberto Criscuolo       |
| 8  | Italia (bandiera)  | C     | Luigi Alberto Scaglia   |
| 9  | Italia (bandiera)  | A     | Daniele Corvia          |
| 10 | Uruguay (bandiera) | C     | Rubén Olivera           |
| 11 | Ghana (bandiera)   | A     | Richmond Boakye         |
| 12 | Italia (bandiera)  | P     | Simone Farelli          |
| 14 | Kenya (bandiera)   | C     | McDonald Mariga         |
| 15 | Italia (bandiera)  | D     | Giuseppe Figliomeni     |
| 17 | Italia (bandiera)  | A     | Nicola Talamo           |
| 18 | Ghana (bandiera)   | C     | Boadu Maxwell Acosty    |
| 19 | Italia (bandiera)  | A     | Filippo Bandinelli      |

| N. |                    | Ruolo | Calciatore             |
| -- | ------------------ | ----- | ---------------------- |
| 20 | Algeria (bandiera) | C     | Najib Ammari           |
| 21 | Senegal (bandiera) | C     | Maodo Malick Mbaye     |
| 22 | Italia (bandiera)  | P     | Raffaele Di Gennaro    |
| 23 | Italia (bandiera)  | D     | Riccardo Brosco        |
| 24 | Italia (bandiera)  | D     | Marco Calderoni        |
| 25 | Italia (bandiera)  | A     | Nicolao Dumitru        |
| 27 | Italia (bandiera)  | D     | Andrea Esposito        |
| 28 | Italia (bandiera)  | C     | Pasquale Schiattarella |
| 29 | Ghana (bandiera)   | C     | Nelson Atiagli         |
| 32 | Italia (bandiera)  | C     | Marco Marchionni       |
| 33 | Italia (bandiera)  | D     | Ivano Baldanzeddu      |
| 35 | Italia (bandiera)  | A     | Daniele Paponi         |
| 36 | Italia (bandiera)  | A     | Leandro Campagna       |
| 39 | Italia (bandiera)  | P     | Daniel Leone           |

## Risultati

### Serie B

#### Girone di andata
| Arbitro: | Illuzzi (Molfetta) |

|               |           |              |
| Gălăbinov 29’ | Marcatori | 90+4’ Brosco |

| Arbitro: | Minelli (Varese) |

|             |           |              |
| Olivera 48’ | Marcatori | 47’ Coronado |

| Arbitro: | Sacchi (Macerata) |

|                 |           |             |
| Castiglia 90+3’ | Marcatori | 29’ Dumitru |

| Arbitro: | Chiffi (Padova) |

|           |           |  |
| Acosty 4’ | Marcatori |  |

| Arbitro: | Abbattista (Molfetta) |

|                                            |           |                       |
| D. Di Gennaro 2’ Balzano 30’ Giannetti 81’ | Marcatori | 18’ Brosco 60’ Ammari |

| Arbitro: | Manganiello (Pinerolo) |

|                    |           |                        |
| L.A. Scaglia 45+1’ | Marcatori | 84’ Valiani 87’ Donati |

| Arbitro: | Martinelli (Roma) |

|  |           |                               |
|  | Marcatori | 60’ Olivera 73’ Schiattarella |

| Arbitro: | Pairetto (Nichelino) |

|                       |           |               |
| Ammari 21’ Acosty 30’ | Marcatori | 12’ Del Prete |

| Arbitro: | Ripa (Nocera Inferiore) |

|              |           |            |
| Cassetti 52’ | Marcatori | 70’ Acosty |

| Arbitro: | Illuzzi (Molfetta) |

|            |           |                 |
| Minala 63’ | Marcatori | 48’, 65’ Furlan |

| Arbitro: | Minelli (Varese) |

|                            |           |  |
| And. Caracciolo 88’ (rig.) | Marcatori |  |

| Arbitro: | Pezzuto (Lecce) |

|            |           |  |
| Corvia 70’ | Marcatori |  |

| Arbitro: | Aureliano (Bologna) |

|                           |           |             |
| Mokulu 7’, 45’ Trotta 50’ | Marcatori | 24’ Dumitru |

| Arbitro: | Chiffi (Padova) |

|                         |           |                     |
| Corvia 45+2’ Acosty 68’ | Marcatori | 74’, 90’ Donnarumma |

| Arbitro: | Di Paolo (Avezzano) |

|                         |           |            |
| Piccolo 10’, 74’ (rig.) | Marcatori | 41’ Acosty |

| Arbitro: | Sacchi (Macerata) |

|                                              |           |                 |
| Schiattarella 9’ Olivera 26’ Jefferson 90+2’ | Marcatori | 36’ Vantaggiato |

| Arbitro: | Baracani (Firenze) |

|                   |           |  |
| Caputo 74’ (rig.) | Marcatori |  |

| Arbitro: | Pinzani (Empoli) |

|               |           |               |
| Nene 27’, 51’ | Marcatori | 45+1’ Dumitru |

| Arbitro: | Abisso (Palermo) |

|                              |           |                                 |
| A. Esposito 30’ Acosty 90+1’ | Marcatori | 68’ (rig.) F. Ricci 84’ Budimir |

| Arbitro: | Pezzuto (Lecce) |

|            |           |                   |
| Galano 54’ | Marcatori | 36’ Schiattarella |

| Arbitro: | Abbattista (Molfetta) |

|  |           |              |
|  | Marcatori | 81’ Memushaj |

#### Girone di ritorno
| Arbitro: | Ghersini (Genova) |

|             |           |  |
| Dumitru 35’ | Marcatori |  |

| Arbitro: | Rapuano (Rimini) |

|                       |           |                             |
| Scozzarella 4’ (rig.) | Marcatori | 45’ L.A. Scaglia 69’ Corvia |

| Arbitro: | Pezzuto (Lecce) |

|            |           |  |
| Acosty 61’ | Marcatori |  |

| Ascoli Piceno 6 febbraio 2016, ore 15:00 CET 25ª giornata | Ascoli               | 0 – 0 referto | Latina | Stadio Cino e Lillo Del Duca (5 702 spett.)\| Arbitro: \| Pairetto (Nichelino) \| |
| Arbitro:                                                  | Pairetto (Nichelino) |               |        |                                                                                   |

| Arbitro: | Nasca (Bari) |

|            |           |                                |
| Mariga 57’ | Marcatori | 47’ Munari 53’, 58’ Melchiorri |

| Bari 19 febbraio 2016, ore 20:30 CET 27ª giornata | Bari           | 0 – 0 referto | Latina | Stadio San Nicola (23 932 spett.)\| Arbitro: \| Serra (Torino) \| |
| Arbitro:                                          | Serra (Torino) |               |        |                                                                   |

| Arbitro: | Maresca (Napoli) |

|  |           |           |
|  | Marcatori | 18’ Luppi |

| Arbitro: | Ripa (Nocera Inferiore) |

|                   |           |  |
| Ardemagni 2’, 62’ | Marcatori |  |

| Arbitro: | Ros (Pordenone) |

|             |           |          |
| Dumitru 81’ | Marcatori | 64’ Ganz |

| Terni 12 marzo 2016, ore 15:00 CET 31ª giornata | Ternana             | 0 – 0 referto | Latina | Stadio Libero Liberati (3 034 spett.)\| Arbitro: \| Di Paolo (Avezzano) \| |
| Arbitro:                                        | Di Paolo (Avezzano) |               |        |                                                                            |

| Arbitro: | Chiffi (Padova) |

|                                   |           |                      |
| Dellafiore 13’ Olivera 87’ (rig.) | Marcatori | 73’ Kupisz 81’ Geijo |

| Arbitro: | Martinelli (Roma) |

|                                 |           |  |
| Ciano 4’, 70’ (rig.) Ragusa 73’ | Marcatori |  |

| Arbitro: | Sacchi (Macerata) |

|                                          |           |  |
| Mariga 30’ Boakye 45+4’ L.A. Scaglia 61’ | Marcatori |  |

| Arbitro: | Abisso (Palermo) |

|                                          |           |                                |
| Odjer 31’ Donnarumma 39’ Coda 86’ (rig.) | Marcatori | 12’ Calderoni 33’ L.A. Scaglia |

| Arbitro: | Chiffi (Padova) |

|                              |           |                           |
| Dumitru 44’ L.A. Scaglia 90’ | Marcatori | 51’ Vastola 59’ Marilungo |

| Arbitro: | Pairetto (Nichelino) |

|                        |           |  |
| Vantaggiato 42’ (rig.) | Marcatori |  |

| Arbitro: | Pezzuto (Lecce) |

|  |           |             |
|  | Marcatori | 18’ Troiano |

| Latina 30 aprile 2016, ore 15:00 CEST 39ª giornata | Latina          | 0 – 0 referto | Spezia | Stadio Domenico Francioni (3 062 spett.)\| Arbitro: \| Pasqua (Tivoli) \| |
| Arbitro:                                           | Pasqua (Tivoli) |               |        |                                                                           |

| Arbitro: | Candussio (Cervignano del Friuli) |

|              |           |            |
| F. Ricci 32’ | Marcatori | 44’ Brosco |

| Arbitro: | Abbattista (Molfetta) |

|                               |           |             |
| Paponi 25’ Olivera 53’ (rig.) | Marcatori | 56’ Signori |

| Arbitro: | Baracani (Firenze) |

|              |           |             |
| Lapadula 43’ | Marcatori | 55’ Dumitru |

### Coppa Italia

#### Turni eliminatori
| Arbitro: | Martinelli (Roma) |

|            |           |                                             |
| Talamo 58’ | Marcatori | 56’, 78’ Bellazzini 77’ Cesarini 78’ Malomo |

### Statistiche di squadra
| Competizione | Punti         | In casa | In casa | In casa | In casa | In casa | In casa | In trasferta | In trasferta | In trasferta | In trasferta | In trasferta | In trasferta | Totale | Totale | Totale | Totale | Totale | Totale | DR  |
| Competizione | Punti         | G       | V       | N       | P       | Gf      | Gs      | G            | V            | N            | P            | Gf           | Gs           | G      | V      | N      | P      | Gf     | Gs     | DR  |
| ------------ | ------------- | ------- | ------- | ------- | ------- | ------- | ------- | ------------ | ------------ | ------------ | ------------ | ------------ | ------------ | ------ | ------ | ------ | ------ | ------ | ------ | --- |
| Serie B      | 46            | 21      | 8       | 7       | 6       | 27      | 23      | 20           | 2            | 9            | 10           | 17           | 28           | 42     | 10     | 16     | 16     | 44     | 51     | -7  |
| Coppa Italia | secondo turno | 1       | 0       | 0       | 1       | 1       | 4       | 0            | 0            | 0            | 0            | 0            | 0            | 1      | 0      | 0      | 1      | 1      | 4      | -3  |
| Totale       | 46            | 22      | 8       | 7       | 7       | 28      | 27      | 20           | 2            | 9            | 10           | 17           | 28           | 43     | 10     | 16     | 17     | 45     | 55     | -10 |

### Andamento in campionato
| Giornata  | 1  | 2  | 3  | 4 | 5 | 6  | 7 | 8 | 9 | 10 | 11 | 12 | 13 | 14 | 15 | 16 | 17 | 18 | 19 | 20 | 21 | 22 | 23 | 24 | 25 | 26 | 27 | 28 | 29 | 30 | 31 | 32 | 33 | 34 | 35 | 36 | 37 | 38 | 39 | 40 | 41 | 42 |
| --------- | -- | -- | -- | - | - | -- | - | - | - | -- | -- | -- | -- | -- | -- | -- | -- | -- | -- | -- | -- | -- | -- | -- | -- | -- | -- | -- | -- | -- | -- | -- | -- | -- | -- | -- | -- | -- | -- | -- | -- | -- |
| Luogo     | T  | C  | T  | C | T | C  | T | C | T | C  | T  | C  | T  | C  | T  | C  | T  | T  | C  | T  | C  | C  | T  | C  | T  | C  | T  | C  | T  | C  | T  | C  | T  | C  | T  | C  | T  | C  | C  | T  | C  | T  |
| Risultato | N  | N  | N  | V | P | P  | V | V | N | P  | P  | V  | P  | N  | P  | V  | P  | P  | N  | N  | P  | V  | V  | V  | N  | P  | N  | P  | P  | N  | N  | N  | P  | V  | P  | N  | P  | P  | N  | N  | V  | N  |
| Posizione | 10 | 15 | 14 | 7 | 9 | 14 | 9 | 8 | 8 | 8  | 13 | 12 | 13 | 13 | 14 | 12 | 13 | 17 | 16 | 16 | 18 | 14 | 13 | 11 | 12 | 14 | 14 | 14 | 15 | 15 | 15 | 15 | 16 | 14 | 15 | 16 | 17 | 17 | 17 | 20 | 17 | 16 |

Fonte:  Serie B – Classifiche, su corrieredellosport.it, Corriere dello Sport.
Legenda:

Luogo: C = Casa; T = Trasferta. Risultato: V = Vittoria; N = Pareggio; P = Sconfitta.